# Forte de Pesqueira
O Forte de Pesqueira localizava-se na ponta da Pesqueira, na freguesia de Santa Cruz, concelho de Santa Cruz da Graciosa, na ilha Graciosa, nos Açores.
Em posição dominante sobre este trecho do litoral, constituiu-se em uma fortificação destinada à defesa deste ancoradouro contra os ataques de piratas e corsários, outrora frequentes nesta região do oceano Atlântico.

## História
No contexto da Guerra da Sucessão Espanhola (1702-1714) encontra-se referido como "O Forte de Pesqueira." na relação "Fortificações nos Açores existentes em 1710".
Encontra-se citado como desaparecido no "Catálogo provisório" em 1884. O autor levanta a hipótese do nome "Pesqueira" poder referir-se à Bateria da Barra, por o local onde esta se situava denominar-se "o Pesqueiro".
A estrutura não chegou até aos nossos dias.